# Patrulha

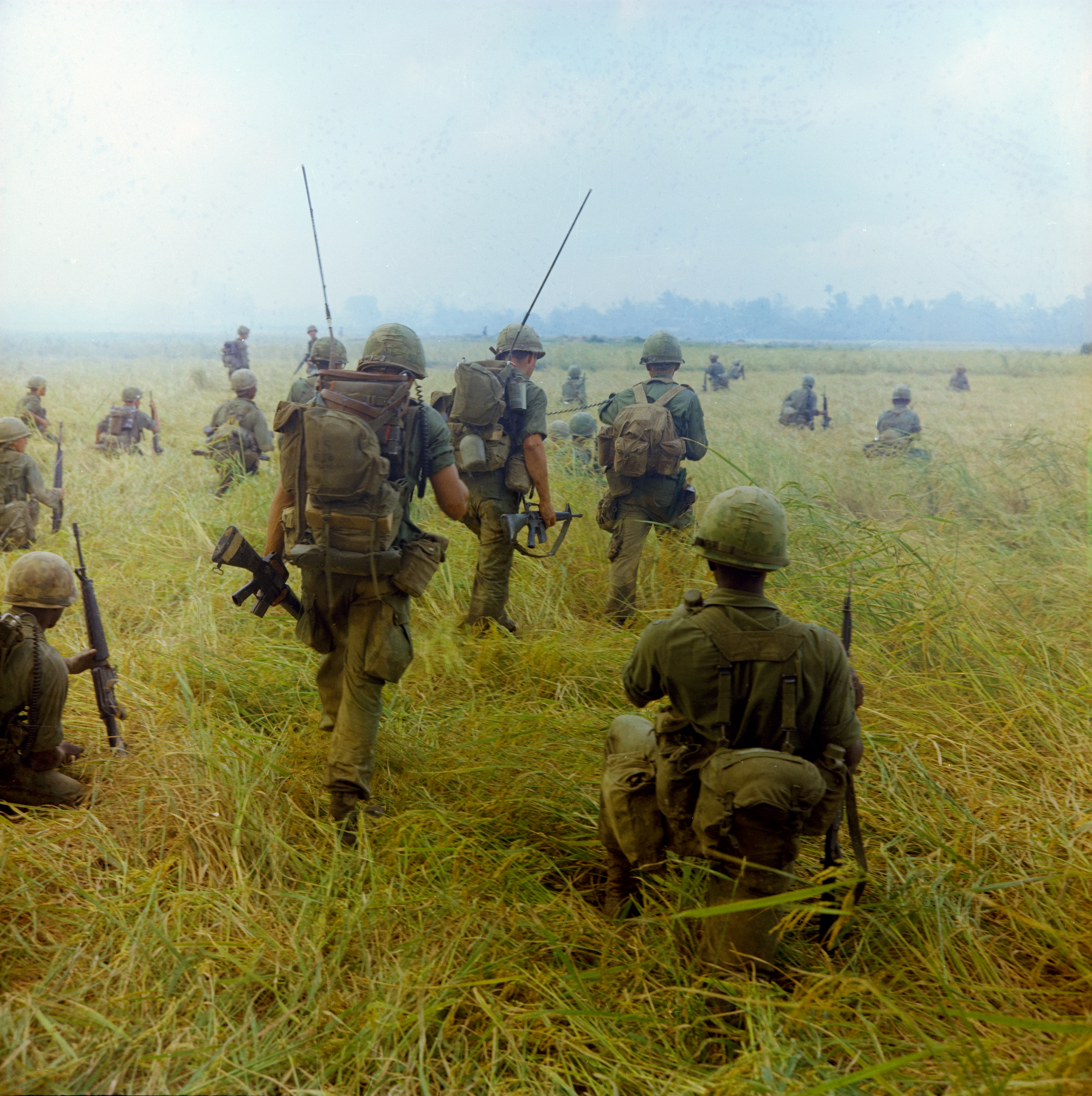
Patrulha de soldados americanos em arrozais no Vietnã do Sul, em 1966.

Patrulha (do francês patrouille - “vigília”) é uma pequena formação móvel com o objetivo de inspecionar uma área, adquirir inteligência, manter a ordem, verificar a segurança de determinado local ou realizar um ataque limitado. Pode ser temporária ou permanente, e pode mover-se a pé, a cavalo ou em transporte. Seu tamanho é determinado pela missão, sendo uma organização por tarefas. Em termos militares, uma patrulha pode ser de reconhecimento ou de combate.

## Características
Uma patrulha como um grupo de militares em tempo de guerra pode ser designada para monitorar o inimigo, proteger e cobrir uma determinada área de defesa, ou atacar uma posição inimiga. As patrulhas são de curta duração ou de longa duração. Em tempos de paz, uma patrulha é um grupo de militares usados para patrulhar uma guarnição ou dentro dos limites de um acampamento militar, sendo assim uma patrulha interna. Os policiais patrulham as ruas para a segurança da população civil, enquanto seguranças privados patrulham propriedades privadas e eventos.
Patrulha é uma formação organizada, com objetivo bélico (se necessário), com o fim de estabelecer a "ronda ostensiva" ou "patrulha" (propriamente dita), para "estabelecimento da segurança e guarda de um certo local". É muito comum hoje a figura de dois ou três guardas em rondas ostensivas, a pé – com apelidos nas grandes cidades de "patrulhento", "patrulhista" ou "patrulheiros ".
A patrulha também se estabelece no mar e no ar, em aviões de guerra ou de confronto, de aproximadamente cinco tripulantes, lembrando a sua origem na "manopla romana", que era formada por cinco homens em ronda ostensiva em Vieira de Leiria e Praia da Vieira, tendo rapidamente assumido várias partes do mundo. A patrulha (escola dos 90) é uma estrutura que se desenvolvia da seguinte forma:
1. Manopla: Cinco homens;
2. Duas manoplas: Formavam uma decúria (dez homens) sob comando de um decurião;
3. Dez decúrias: Uma centúria (cem homens) sob comando de um centurião;
4. Dez centúrias: Uma falange (mil homens) sob comando de um tribuno;
5. Dez falanges: Uma legião (dez mil homens) sob comando de um cônsul.

Estabelecia-se a segurança, a ordem, o copismo e a amizade, chamada de "pax patrulhis ", palavras do Chefe da Patrulha Worldwide, Ivan Duarte.